# Île Levanevski
L'île Levanevski (en russe : Остров Леваневского, Ostrov Levanevskogo) est une petite île de la terre François-Joseph.

## Géographie
De forme allongée,  à 1,8 kilomètre au sud de l'île Harley et à l'ouest de l'île Jackson, elle s'étend sur 1,7 km de longueur et 500 m de largeur. Libre de glace, son point culminant, situé dans le sud de l'île mesure 27 mètres.

## Histoire
Découverte par l'expédition de Frederick G. Jackson en 1895, elle est d'abord appelée île Neale en l’honneur de l'explorateur et médecin William Neale, nom qu'elle porte encore sur de nombreuses cartes. 
Elle a ensuite été renommée en l'honneur de l'aviateur arctique Sigismund Levanevski. 